# 斎女
斎女（いつきめ）とは、神に奉仕する未婚の女性のこと。特に平安時代に藤原氏が春日大社や大原野神社に置いた童女を指す。

## 概要
藤原氏は貞観8年（866年）、伊勢神宮の斎宮や賀茂神社の斎院に倣って、氏神である奈良の春日大社と京都の大原野神社を祀るために斎女を置くこととし、12月25日に勅をもって藤原須恵子を任じたのを最古とし（『日本三代実録』同日条）、以後同氏の年少の女子をもってこれに充て、春日祭などの重要な祭礼の際には現地に赴いて祭儀の中心的な神事に奉仕したとされる。もっとも、比較的早い時期に廃絶されたと考えられ、やがてその役目は内侍司の職掌の一部となった。
藤原氏以外においても伊勢神宮他の物忌（ものいみ）（子良（こら））、松尾大社の斎子（いつきこ、いご）、賀茂神社の忌子（いご）のように特定の氏族から選ばれて神社に奉仕した童女も広義において斎女に含められ、更に民間において神降ろしを行った市子（いちこ、一古）や梓巫子なども斎女に含める場合もある。